# Vapor

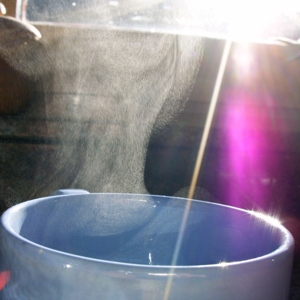
Condensação da água em gotículas visíveis depois de evaporar de uma xícara de chá quente

Um vapor (do termo latino vapore) é uma substância na fase de gás a uma temperatura inferior à sua temperatura crítica. Isto significa que o vapor pode ser condensado para um líquido ou para um sólido pelo aumento de sua pressão, sem ser necessário reduzir a temperatura.
Por exemplo, a água tem uma temperatura crítica de 374 ºC (ou 647 K), que é a temperatura mais alta em que pode existir água no estado líquido. Na atmosfera, em temperaturas normais, entretanto, a água em estado gasoso é conhecida como vapor de água e irá condensar para a fase líquida se sua pressão parcial for suficientemente aumentada.
Um vapor pode coexistir com um líquido (ou sólido). Quando isto for verdade, as duas fases estarão em equilíbrio, e a pressão de gás será igual à pressão de vapor de equilíbrio do líquido (ou sólido).

## Propriedades
O termo "vapor" se refere a uma fase de gás em temperaturas onde a mesma substância também pode existir nos estados líquido e sólido, abaixo da temperatura crítica da substância. se o vapor estiver em contato com uma fase líquida ou sólida, as duas fases estarão em um estado de equilíbrio. O termo gás se refere a uma fase fluída compressível. Gases fixos são gases para os quais não se formam líquidos ou sólidos na temperatura do gás (como o ar em temperaturas ambientes típicas). Um líquido ou sólido não precisa ferver para liberar vapor.
O vapor é responsável pelo processo familiar de formação de nuvens e condensação. É comumente empregado para a execução do processo físico da destilação e extração de gases de uma amostra líquida para a cromatografia gasosa.
As moléculas constituintes do vapor possuem movimentos vibracionais, rotacionais e translacionais, que são considerados na teoria cinética dos gases.

## Pressão de vapor
Artigo principal: Pressão de vapor

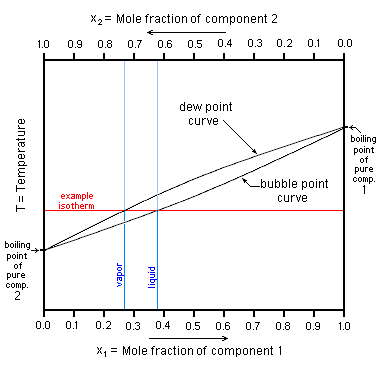
Equilíbrio Líquido-Vapor

A pressão de vapor é a pressão de equilíbrio de um líquido ou sólido a uma temperatura específica. A pressão de equilíbrio de vapor de um líquido ou sólido não é afetada pela quantidade de contato com a interface sólida ou líquida.
O ponto de ebulição normal de um líquido é a temperatura em que a pressão de vapor é igual a uma atmosfera (unidade).
Para um sistema de duas fases (isto é, duas fases líquidas), a pressão de vapor do sistema é a soma das pressões de vapor dos dois líquidos. Na ausência de uma atração forte inter-espécie entre moléculas semelhantes ou diferentes, a pressão de vapor segue a Lei de Raoult, que afirma que a pressão parcial de cada componente é o produto da pressão de vapor do componente puro e sua fração molar na mistura. A pressão de vapor total é a soma das pressões parciais dos componentes.
A físico-química por trás da destilação é baseada na manipulação do equilíbrio entre as fases líquidas e vapor de uma molécula em solução.

## Exemplos

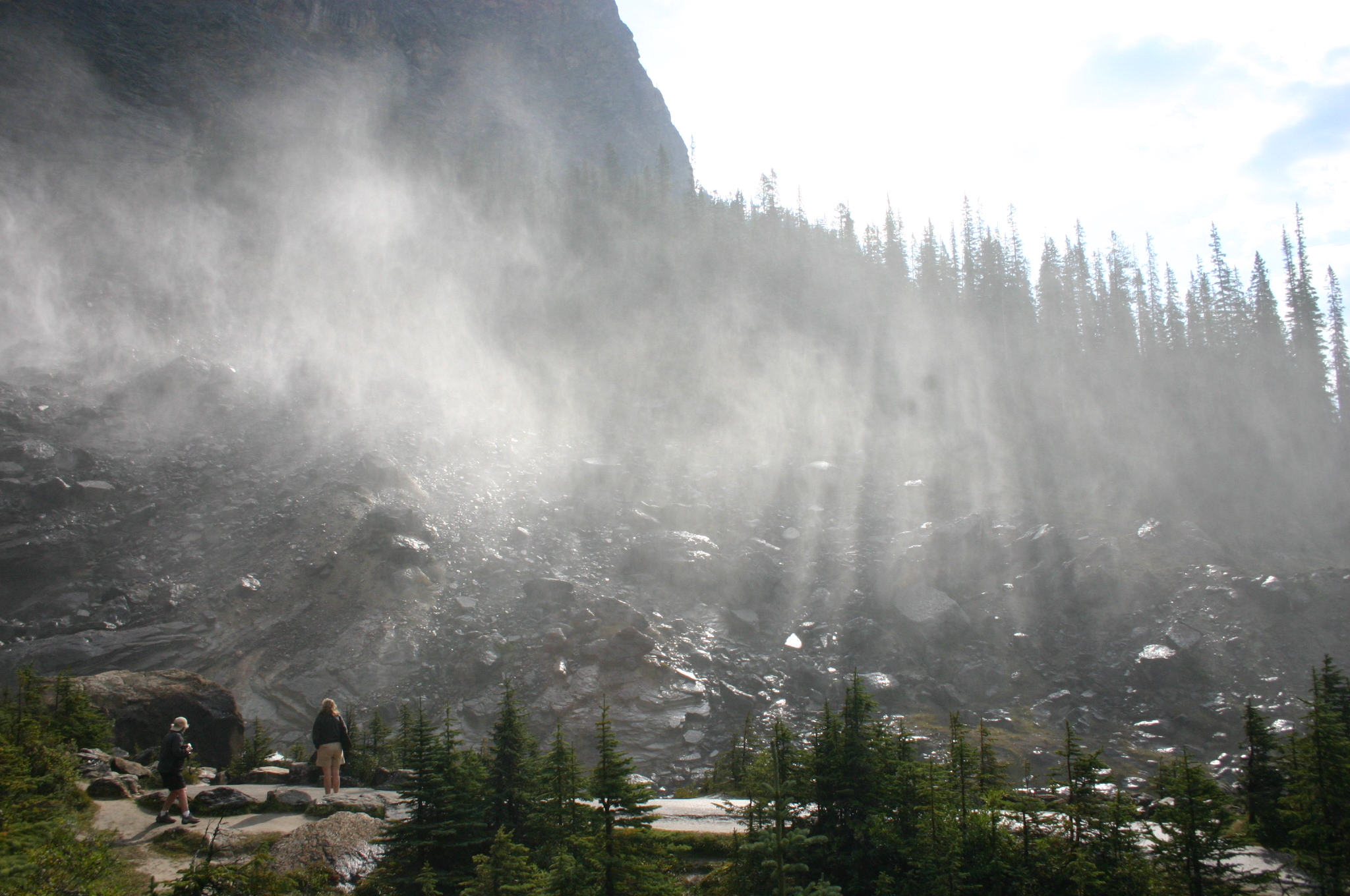
Vapor de água é responsável pela Humidade

- Perfumes contêm substâncias químicas que vaporizam em diferentes temperaturas e em diferentes taxas em harmonias olfativas conhecidas como notas.
- O vapor de água atmosférico é encontrado próximo à superfície da terra, e pode condensar em pequenas gotículas e formar fenômenos meteorológicos como cerração, nevoeiro e Haar.
- As lâmpadas de vapor de mercúrio e as lâmpadas de vapor de sódio produzem luz a partir de átomos em estados excitados.

## Medição do vapor
Como está na fase gasosa, a quantidade de vapor presente é quantificada pela pressão parcial do gás. Além disso, os vapores obedecem a fórmula barométrica em um campo gravitacional da mesma forma que os gases atmosféricos convencionais fazem.

## Vapores de líquidos inflamáveis
Líquidos inflamáveis não incendeiam quando sofrem ignição. É a nuvem de vapor sobre o líquido que queima se a concentração de vapor estiver entre os limites superior e inferior do limite explosivo do líquido inflamável.